# Roslagsleden

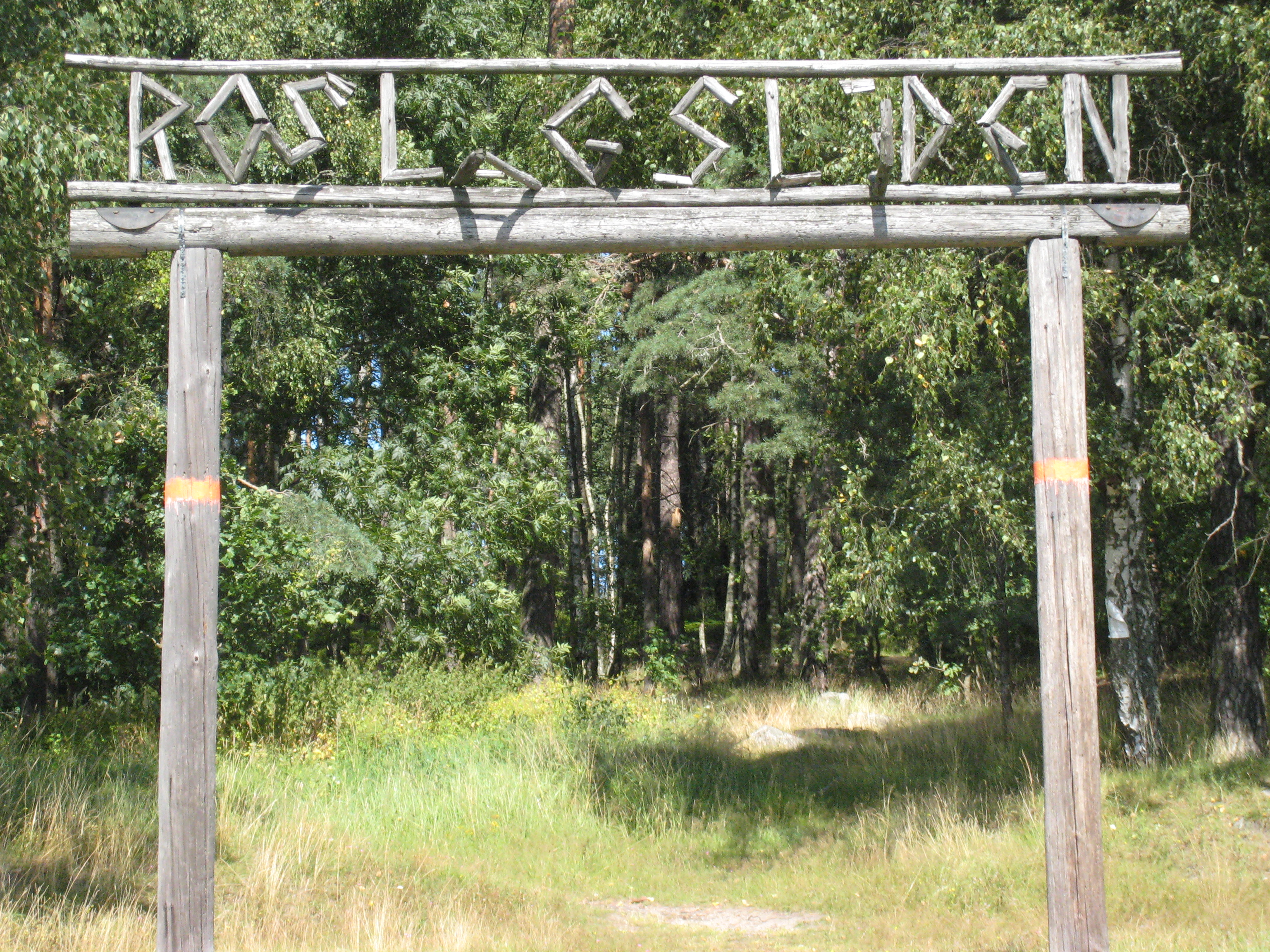
Porten till Roslagsleden

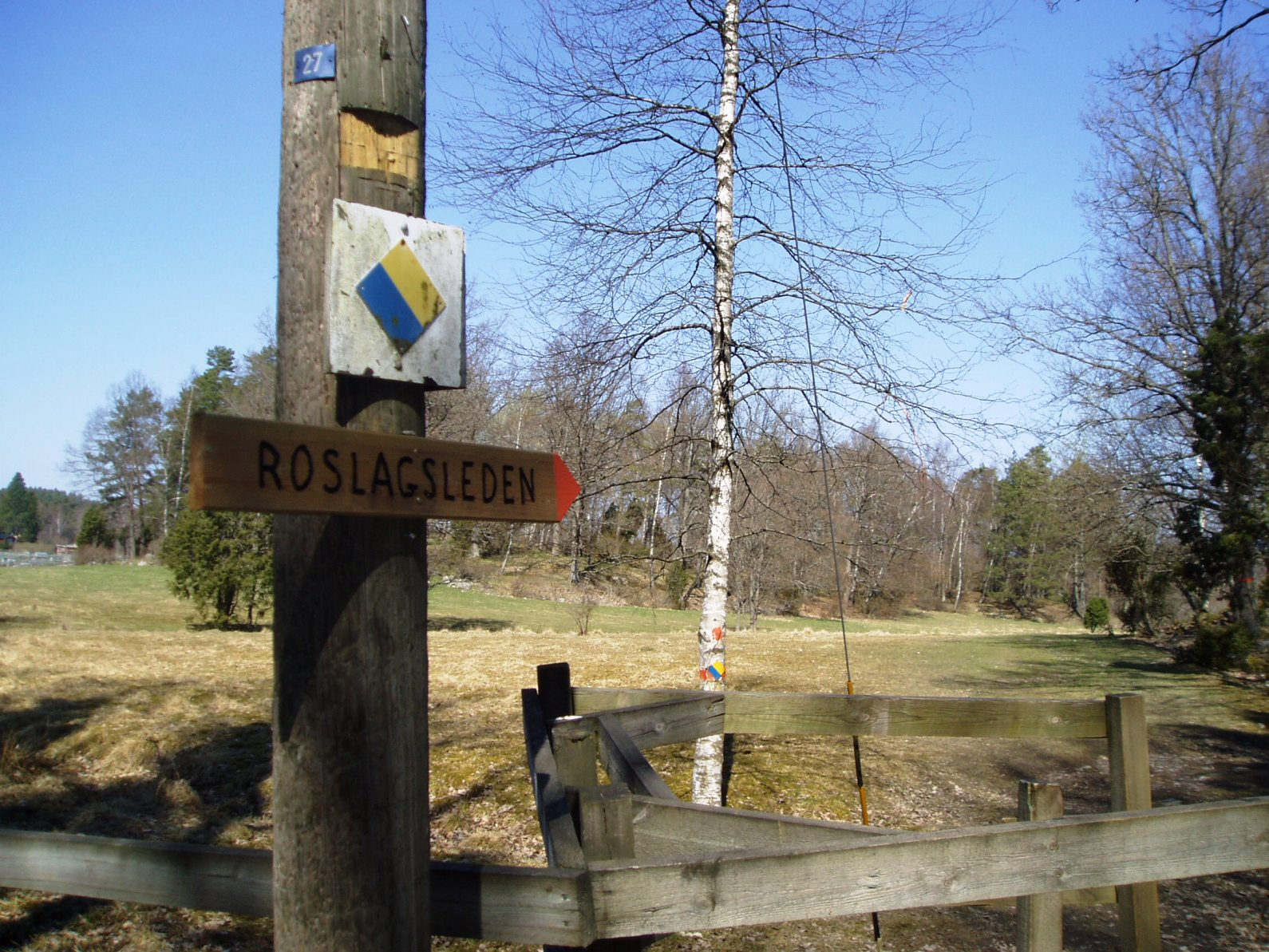
Roslagsleden vid Södersättra

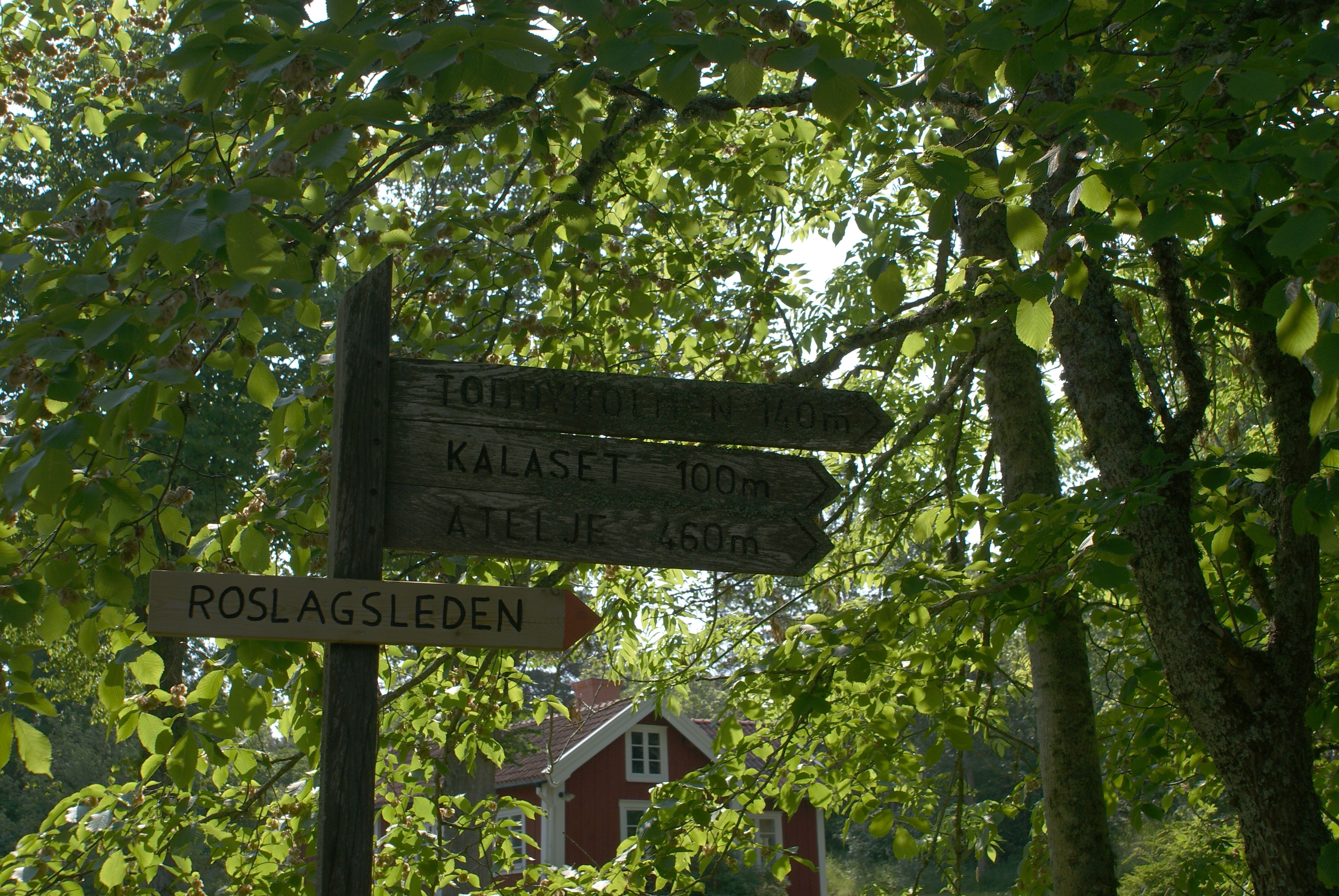
Roslagsledens ena startpunkt, vid Albert Engström-museet i Grisslehamn

Roslagsleden är en vandringsled i Stockholms län. 
Roslagsleden sträcker sig från Danderyds kyrka via Domaruddens friluftsgård i Österåker och Vigelsjö gård i Norrtälje till Albert Engström-museet i Grisslehamn. Leden är närmare 190 kilometer lång. Leden är indelad i elva etapper som är, mellan 9 och 25 kilometer långa. Längs leden, som i terrängen är utmärkt med brandgul markering, anger skyltar och pilar avstånd och riktning. Informationstavlor inleder och avslutar etapperna. I ett större sammanhang ingår Roslagsleden i Europavandringsled 6, vilken sträcker sig från Kilpisjärvi i norr till Grekland i söder.